# Golzār-e Ḩaddād
Golzār-e Ḩaddād (persiska: گلزار حدّاد) är en ort i Iran.   Den ligger i provinsen Ilam, i den västra delen av landet, 500 km väster om huvudstaden Teheran. Golzār-e Ḩaddād ligger 1 214 meter över havet och antalet invånare är 123.
Terrängen runt Golzār-e Ḩaddād är huvudsakligen kuperad, men österut är den bergig. Runt Golzār-e Ḩaddād är det ganska tätbefolkat, med 149 invånare per kvadratkilometer. Närmaste större samhälle är Īlām, 11,2 km sydost om Golzār-e Ḩaddād. Omgivningarna runt Golzār-e Ḩaddād är i huvudsak ett öppet busklandskap.